# Boris Greidenberg

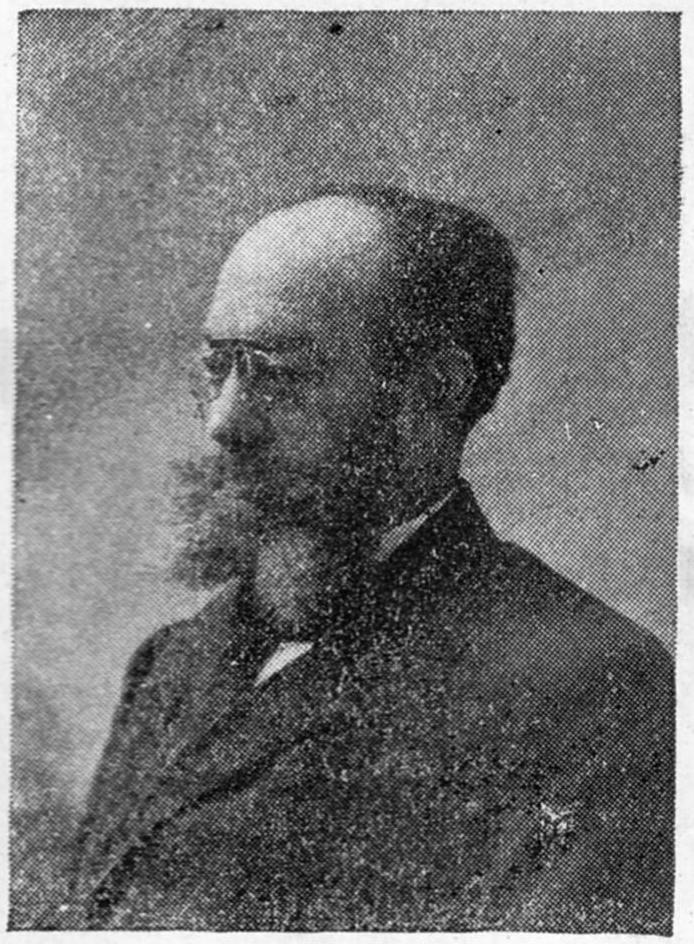
Boris Greidenberg

Boris Szapsowicz (Samsonowicz) Greidenberg (ros. Борис Шапсович (Самсонович) Грейденберг, ur. 15 października 1857 w Odessie, zm. 1923) – rosyjski lekarz psychiatra i neurolog.
Studiował na Akademii Medyko-Chirurgicznej w Sankt Petersburgu od 1877 do 1882. Od 1882 do 1884 był lekarzem wolontariuszem w klinice Mierzejewskiego. Od 1884 do 1889 ordynator oddziału psychiatrycznego szpitala w Symferopolu. W 1899 mianowany dyrektorem zakładu dla chorych nerwowo i umysłowo w Charkowie. W 1904 został Privatdozentem chorób umysłowych na Uniwersytecie Charkowskim. W tym samym roku otworzył prywatny zakład dla chorych umysłowo. Należał do Gesellschaft Deutscher Nervenärzte.
Korespondował z Chaimem Weizmanem.
W 1882 roku przedstawił jeden z pierwszych opisów hemibalizmu i jako pierwszy powiązał jego objawy z uszkodzeniem przeciwległego niskowzgórza. W 1904 właściciel prywatnej kliniki psychiatrycznej.

## Prace
- Ueber die posthemiplegischen Bewegungsstörungen. Eine klinische Studie[9]. 1886
- Судебно-психиатрические наблюдения. Вестник клинической и судебной психиатрии и невропатологии, 1890
- Судебно-психиатрическая экспертиза в уголовном процессе. Петроград, 1915
- Травматический невроз. Харьков, 1918